# Sabre cuafí

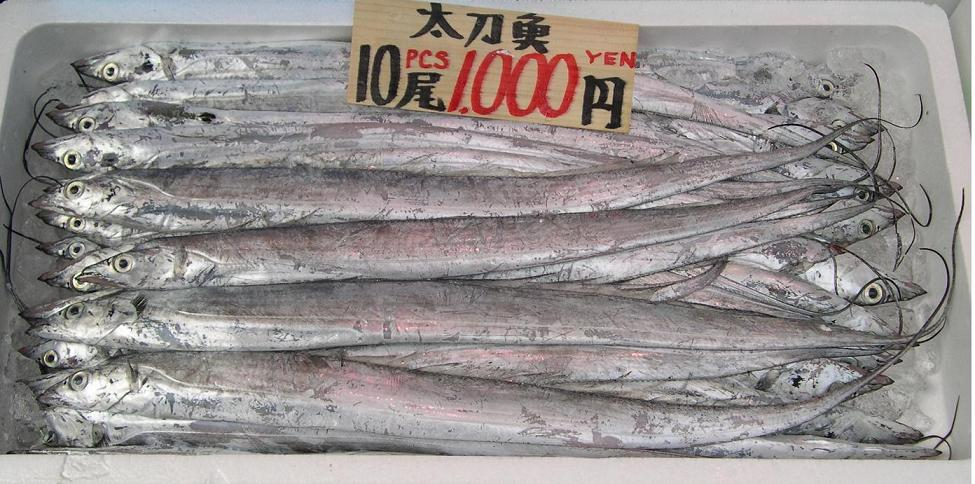
Exemplars a la venda en un mercat de Tòquio

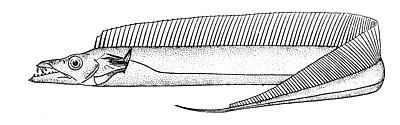
Dibuix de sabre cuafí

El sabre cuafí (Trichiurus lepturus) és una espècie de peix pertanyent a la família dels triquiúrids.

## Descripció
- Pot arribar a fer 234 cm de llargària màxima (normalment, en fa 100) i 5.000 g de pes.
- Cos molt allargat i comprimit.
- 3 espines i 130-135 radis tous a l'aleta dorsal i 100-105 radis tous a l'anal.
- Aleta dorsal relativament alta.
- Absència de les aletes caudal i pèlviques.[3][4][5]

## Reproducció
Les larves i els ous són pelàgics.

## Alimentació
Els juvenils es nodreixen principalment d'eufausiacis, petits crustacis planctònics pelàgics i peixets, mentre que els adults mengen sobretot peixos i, de tant en tant, calamars i crustacis.

## Depredadors
És depredat per la llampuga (Coryphaena hippurus) (al Brasil), Istiophorus albicans (els Estats Units), Cynoscion guatucupa (el Brasil), Scomberomorus niphonius, Scomberomorus sierra (Colòmbia), la tonyina d'aleta groga (Thunnus albacares), Saurida tumbil (les illes Filipines), Rachycentron canadum, el tallahams (Pomatomus saltatrix) (el Brasil), Pseudotolithus senegalensis (Nigèria), Euthynnus affinis (Taiwan), el tauró de puntes negres (Carcharhinus limbatus) (Sud-àfrica), el tauró fosc (Carcharhinus obscurus) (Sud-àfrica), Carcharhinus porosus (el Brasil) i el dofí del Plata (Pontoporia blainvillei) (l'Uruguai).

## Hàbitat
És un peix d'aigua salada i salabrosa, amfídrom, bentopelàgic i de clima subtropical (49°N-54°S, 114°W-180°E) que viu entre 0-589 m de fondària (normalment, entre 100 i 350).

## Distribució geogràfica
Es troba a les aigües temperades i tropicals de tots els oceans.

## Ús comercial
Es comercialitza en salaó, assecat o congelat i té un sabor excel·lent quan és fregit, a la planxa o en forma de sashimi (si és fresc).

## Observacions
És inofensiu per als humans i la seua esperança de vida és de 15 anys.